# Gare de Bianzè
La gare de Bianzè (en italien, Stazione di Bianzè) est une gare ferroviaire italienne de la ligne de Turin à Milan, située sur le territoire de la commune de Bianzè, dans la province de Verceil en région du Piémont.
Elle est mise en service en 1855. C'est une gare voyageurs, classée bronze, des Rete ferroviaria italiana (RFI), desservie par des trains Trenitalia R.

## Situation ferroviaire
Établie à environ 185 mètres d'altitude, la gare de Bianzè est située au point kilométrique (PK) 49,796 de la ligne de Turin à Milan entre les gares de Livorno-Ferraris et de Tronzano.

## Histoire
La station de Bianzè est mise en service le 8 avril 1855 par la Società della ferrovia da Torino a Novara, lorsqu'elle ouvre à l'exploitation la section de Verceil à Chivasso de sa ligne de Turin à Novare.
En 1856, la ligne de Turin à Novare est officiellement inaugurée le 20 octobre et exploitée par la Compagnie du chemin de fer Victor-Emmanuel qui a absorbé par fusion la compagnie d'origine.

## Service des voyageurs

### Accueil
Halte voyageurs RFI, classée bronze, c'est un point d'arrêt non géré (PANG) à accès libre. Elle est équipée de deux quais latéraux.
La traversée des voies et l'accès aux quais s'effectuent par un passage souterrain.

### Desserte
Bianzè est desservie par des trains régionaux (R) Trenitalia des relations : Chivasso -  Novare, Ivrée - Novare.

### Intermodalité
Le stationnement des véhicules est possible à proximité.